# Terebra jacksoniana
Terebra jacksoniana é uma espécie de gastrópode do gênero Terebra, pertencente a família Terebridae.

## Distribuição
Endémica da Austrália; Nova Gales do Sul a sudeste da Austrália Meridional.